# Boniphora bicolor
Boniphora bicolor är en insektsart som först beskrevs av Matsumura 1907.  Boniphora bicolor ingår i släktet Boniphora och familjen spottstritar. Inga underarter finns listade i Catalogue of Life.